# Mar de Líbia
La mar de Líbia (grec: Λιβυκό πέλαγος) és la part de la Mediterrània situada al sud de Creta i al nord de Líbia. Connecta a l'oest amb la mar Jònica i al nord-oest i al nord-est amb la mar de Creta. La regió del mar de Líbia situada al sud de Creta també es coneix com a mar del sud de Creta (Νότιο Κρητικό Πέλαγος). En aquesta mar hi ha l'illa grega de Gavdos.

## Nom
El terme mar de Líbia (Mare Libycum) va ser utilitzat pels antics geògrafs per descriure la part del mar Mediterrani situat al sud de Creta, entre Cirene i Alexandria. Es referia a la regió de "Líbia" a l'antiguitat, que abastava gran part del nord d'Àfrica a l'oest del riu Nil. El nom "Líbia" (grec: Λιβύη, Libyē) originalment es referia a una àrea més àmplia que l'actual Líbia.
En l'antiguitat, "Líbia" descrivia les terres i els pobles del nord d'Àfrica, com les tribus Libu i Meshwesh, tal com en registren fonts gregues i romanes. L'ús modern de "Mar de Líbia" continua aquesta tradició i es troba habitualment en mapes i literatura de viatges.

## Geografia
La superfície és d'uns 350.000 km2. Sense comptar Creta, altres illes del mar de Líbia són Gavdos, Gavdopula, Kufonissi i Khrissi. A l'est hi ha el mar de Llevant, al nord el mar Jònic i a l'oest l'estret de Sicília.